# Ҩ
Ҩ, ҩ или „О с ченгелче“ е буква от кирилицата. Обозначава устнено-небната приблизителна съгласна /ɥ/. Звукът е плод на съучленение, затова понякога се транскрибира като [jʷ], тъй като представлява лабиализиран (оустнен) полугласен звук. Като такъв, той може да се разглежда и като полугласно съответствие на затворената предна закръглена гласна /y/. Използва се в абхазкия език, където е 32-рата буква от азбуката.
Произлиза от кирилската буква О, но има различна конструкция на писане. Това я прави най-характерната буква в абхазкия език. Част е от най-първата версия на абхазката кирилска азбука, съставена още през 1862 година.
Транслитерира се на латиница като ω, ò, ọ, yu, w, ÿ, а в грузинския вариант на азбхазката азбука – като ჳ.

## Кодове
| Буква  | Уникод |
| ------ | ------ |
| Главна | U+04A8 |
| Малка  | U+04A9 |

В други кодировки буквата Ҩ отсъства.